# Mormonia aspasia
Mormonia aspasia là một loài bướm đêm trong họ Noctuidae.